# Покотилов Анатолій Павлович
Анато́лій Па́влович Покоти́лов (23 лютого 1935 , Українка, Одеська область, Українська СРР, СРСР  — 26 червня 2012 ) — передовик сільського господарства в Українській РСР, Герой Соціалістичної Праці (23.06.1966). Депутат Верховної Ради СРСР 8-го скликання.

## Біографія
Народився 1935 року в родині колгоспника в селі Українка, тепер Вітовського району Миколаївської області. У 1951 році закінчив семирічну сільську школу.
З 1951 року працював колгоспником, помічником комбайнера у колгоспі імені Шевченка Жовтневого району Миколаївської області.
З 1954 по 1957 роки проходив військову службу в Збройних Силах СРСР.
У 1957—1963 роках працював трактористом радгоспу «Прибузький» Жовтневого району Миколаївської області.
З 1963 року — ланковий механізованої ланки зрошуваного землеробства радгоспу «Авангард» (потім — імені XXV з'їзду КПРС) села Українки Жовтневого району Миколаївської області.
Потім — на пенсії в селі Українка Жовтневого (тепер — Вітовського) району Миколаївськоїх області.

## Громадська діяльність
Член КПРС з 1960 року. Обирався членом Миколаївського обкому КПУ та Жовтневого райкому КПУ.

## Нагороди
- Герой Соціалістичної Праці (23.06.1966)
- Орден Леніна (23.06.1966)
- Медаль «В ознаменування 100-річчя з дня народження Володимира Ілліча Леніна» (1970)

## Родина
Родина Покотилових відома, як хліборобська династія. Батько, П. Я. Покотилов виростив п'ятьох синів: крім старшого — Анатолія, це ще й ланковий, кавалер орденів Леніна і «Знак Пошани» Віктор Покотилов; ланковий, кавалер орденів Жовтневої Революції і Трудового Червоного Прапора, лауреат республіканської комсомольської премії імені М. Островського Олександр Покотилов.
У 1978 році на студії «Укртелефільм» було знято кінострічку про трудову династію Покотилових.